# Formica maligna
Formica maligna är en myrart som beskrevs av Peter Forsskål 1775. Formica maligna ingår i släktet Formica och familjen myror. Inga underarter finns listade i Catalogue of Life.